# Верхнешевыревский сельский совет
Верхнешевы́ревский сельский совет (укр. Верхньошеви́рівська сільська рада) — административно-территориальная единица в Краснодонском районе Луганской области Украины.
Административный центр сельского совета находится в с. Верхнешевыревка.

## Населённые пункты совета
- с. Батыр
- c. Верхнедеревечка
- c. Верхнешевыревка
- c. Нижнедеревечка
- п. Орджоникидзе
- п. Радгоспный

## Адрес сельсовета
94483, Луганская обл., Краснодонский р-н, с. Верхнешевыревка, ул. Ленина, 5.